# 维勒福尔
维勒福尔（法語：Villefort，法語發音：[vilfɔʁ] ⓘ），法国南部市镇，属于奥克西塔尼大区洛泽尔省，隶属于芒德区，其市镇面积为7.35平方公里，2022年1月1日时人口数量为617人，在法国城市中排名第15,603位。
维勒福尔位于洛泽尔省东部，圣日耳曼代福塞－尼姆铁路和多条公路在此交汇。

## 地名来源
“福尔”一名来源于拉丁语单词“fortis”，意为“坚固的”，对应的现代法语及奥克语单词分别为“fort”和“fòrt”。

## 历史
维勒福尔历史上长期为一处普通村落，因地处河谷要道而成为一处交通要冲。法国大革命后，维勒福尔成为洛泽尔省的一个市镇，并在1790至1795年间为该省的一个地区行署。工业革命期间，途径此地的圣日耳曼代福塞－尼姆铁路建成通车，当地出现了少量的加工业。1960年修建的阿尔捷河水库使得巴雅尔（Bayard）被淹没，当地居民大部分迁移至维勒福尔。

## 地理

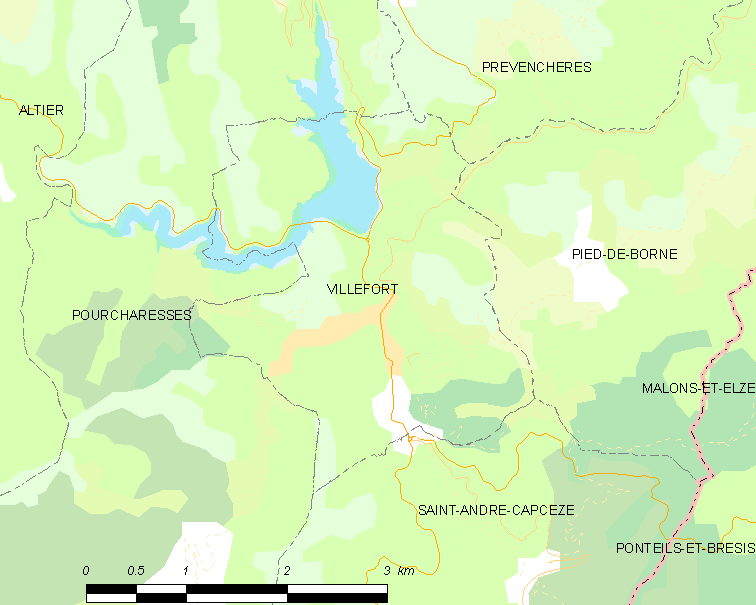
维勒福尔市镇范围地图

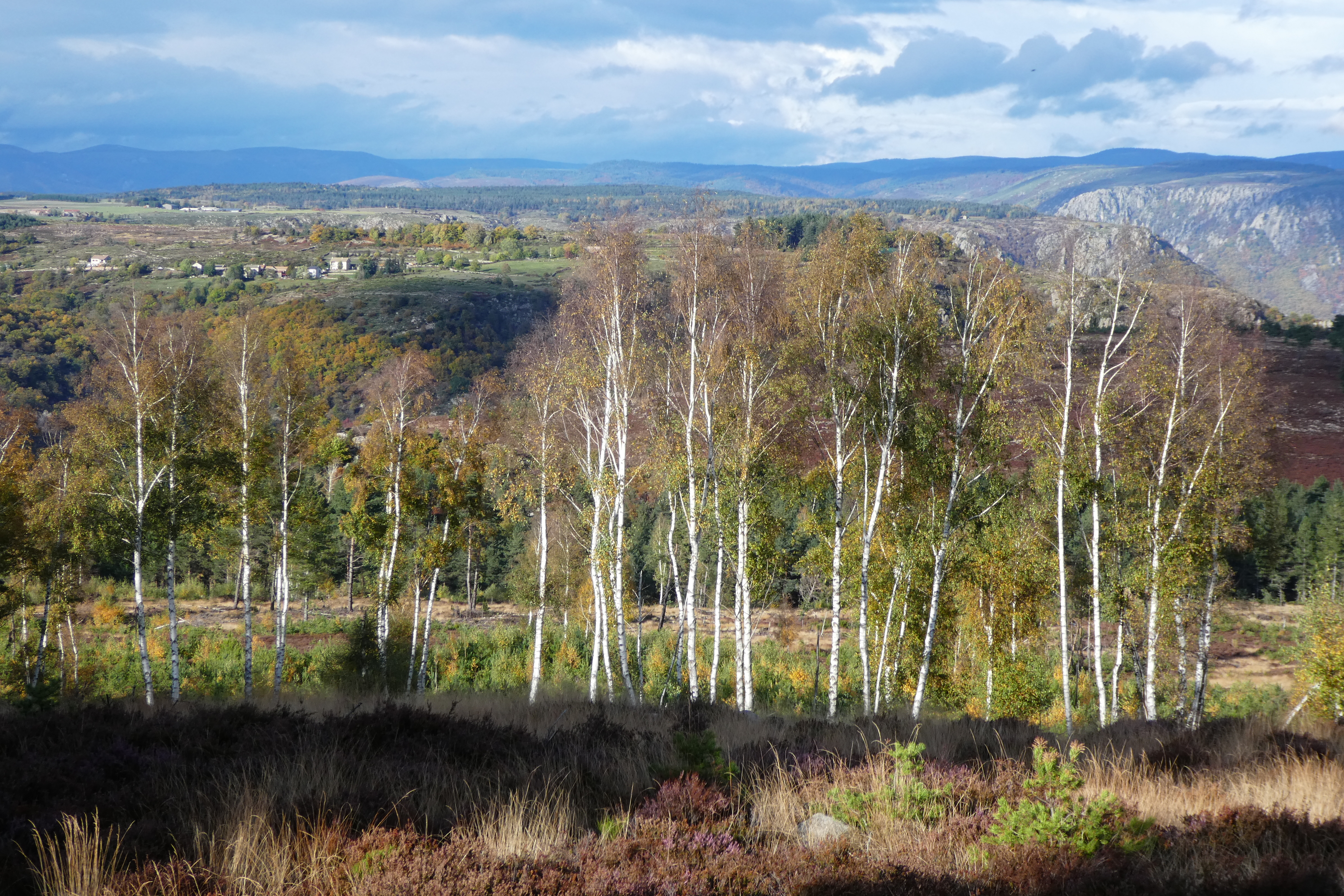
维勒福尔附近的林地

维勒福尔位于法国南部偏东，奥克西塔尼大区东部偏北和洛泽尔省东部，距离省会芒德大约57公里。与维勒福尔接壤的市镇包括：普雷旺谢尔、皮耶德博尔讷、圣安德烈卡普塞兹、普尔沙雷斯、孔库勒。

### 地形
维勒福尔位于法国中央高原南部腹地，境内以山地为主，市镇中心位于一处河谷之中，全境海拔在509到960米之间。

### 水文
阿尔捷河自西向东流经境内北部，该河建有大型水坝，并由此形成了127公顷的维勒福尔湖。

### 植被
维勒福尔属于温带阔叶混交林区，林地在市区四周的山地有广泛分布。
在鲜花城市的评比中，维勒福尔暂未被评级。

### 气候
维勒福尔在柯本气候分类法中属于山地气候。

## 行政区划
维勒福尔是法国奥克西塔尼大区洛泽尔省的一个市镇，编号为48198。维勒福尔隶属于芒德区、洛泽尔省选区以及圣艾蒂安迪瓦尔多内县，同时也是洛泽尔山市镇公共社区的组成部分。
法国国家统计与经济研究所（简称）在进行数据统计时，未将维勒福尔划入任何城市核心区（Unité urbaine）、城市区（Aire urbaine）以及城市辐射区（Aire d'attraction）内。此外，还将维勒福尔市镇整体看作一个“块区”（IRIS），以便于统计人口分布情况。

## 交通

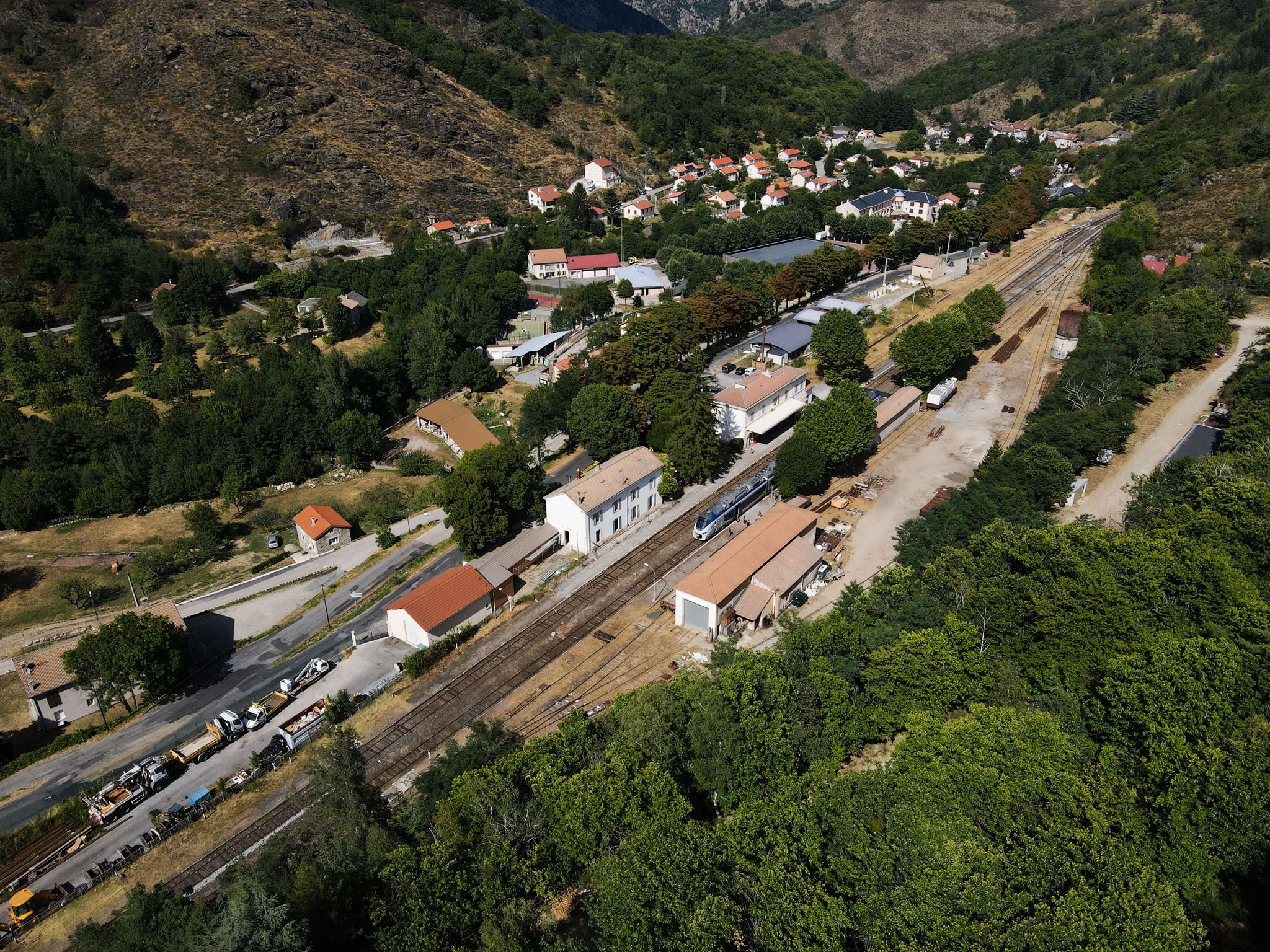
眺望维勒福尔火车站

### 公路
洛泽尔省省道D51线、D66线、D901线和D906线在维勒福尔境内交汇。
2018年，32.1%的维勒福尔家庭拥有至少一辆私人汽车。2019年，维勒福尔境内共发生各类交通事故4起，造成4人受伤。

### 铁路
维勒福尔位于圣日耳曼代福塞－尼姆铁路上。维勒福尔站位于市区西部，停靠往返于尼姆和芒德一线的区域列车，部分班次可前往克莱蒙费朗。

### 航空
距离维勒福尔最近的民用航空站为勒皮机场，距离维勒福尔市中心的公路里程约91公里。

### 城市公共交通
截至2021年11月，维勒福尔暂无城市公共交通系统。

## 政治

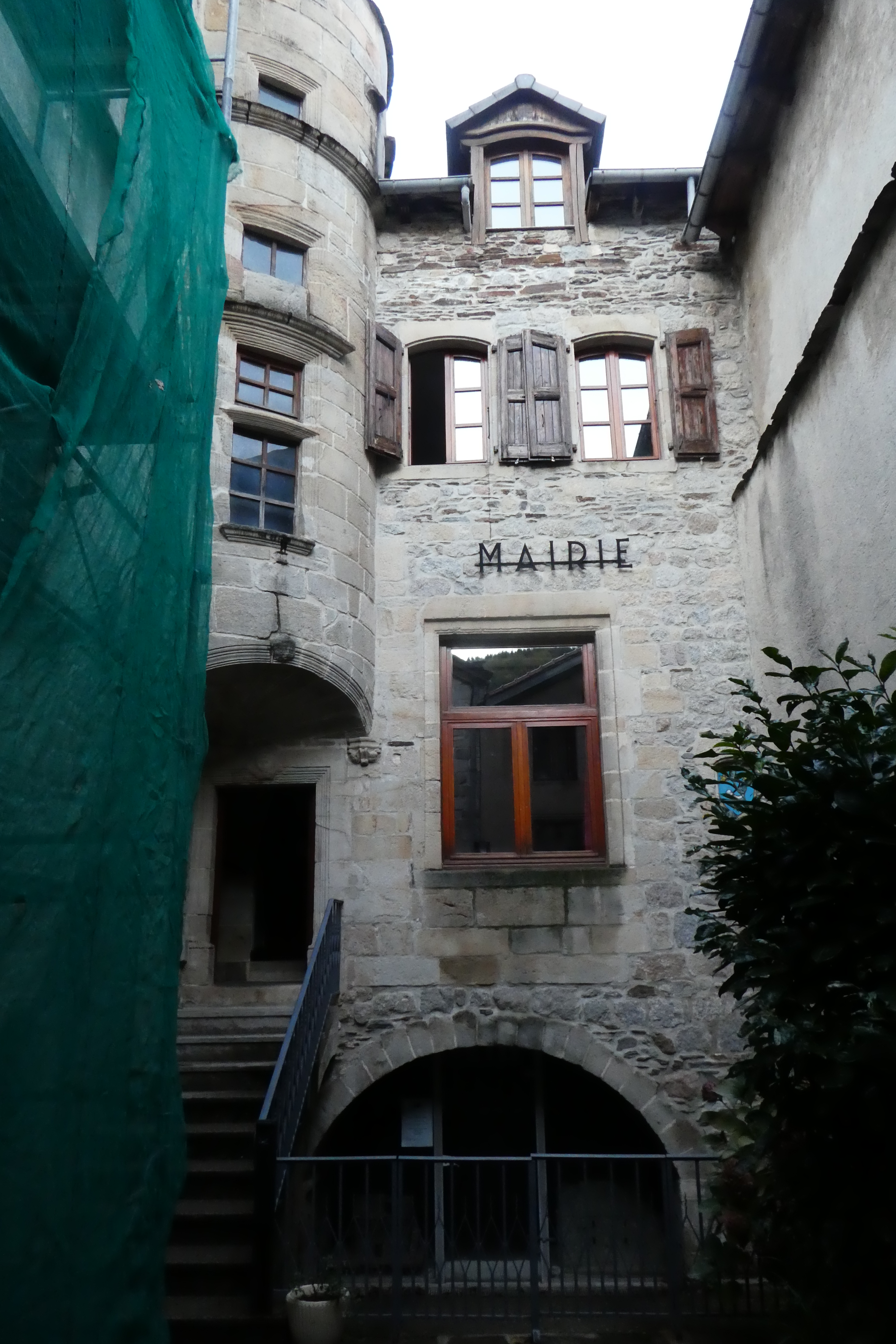
维勒福尔市政厅

维勒福尔的现任市长为阿兰·拉丰先生（Alain Lafont），他是一名左翼无党派人士，在2020年的市政选举中获得了100%的支持率（无其他候选人）。
在2017年的法国总统大选中，法国第25任总统埃马纽埃尔·马克龙在维勒福尔获得了60.84%的支持率。

## 人口
2018年，维勒福尔市镇人口数量为546，在法国排名第15,603位。其中男性265人，女性281人，75岁及以上人口占16.1%，外籍人口数量为113人，人口密度为74人/平方公里，当地居民被称为（男性）或（女性）。2019年，维勒福尔境内出生4人，死亡人口10人。
| 年份   | 1936 | 1946 | 1954 | 1962  | 1968 | 1975 | 1982 | 1990 | 1999 | 2006 | 2011 | 2016 | 2018 |
| ------ | ---- | ---- | ---- | ----- | ---- | ---- | ---- | ---- | ---- | ---- | ---- | ---- | ---- |
| 人口數 | 935  | 868  | 882  | 1,505 | 946  | 785  | 791  | 700  | 620  | 639  | 598  | 549  | 546  |

## 经济
截止2021年11月，维勒福尔共有各类用人单位（包含自雇）180家，平均历史为24年，均为中小型企业（PME）。（小型零售）是当地2020年营业额最高的企业，为1,170,483欧元。

## 财政收入
2019年，维勒福尔的财政收入总额为1,098,430欧元，财政支出总额为890,530欧元，当年的债务总额为595,470欧元。2021年，维勒福尔共获得180,813欧元的国家财政补助，比上一年减少了0.24%。
2019年，维勒福尔的家庭平均月收入总额为1,669欧元，低于法国平均水平（2,318欧元）。
2018年，维勒福尔境内的青壮年（15至64岁）失业率为11.9%，当地39.5%的家庭拥有纳税资格，平均纳税1,520欧元，低于法国平均水平（3,888欧元）。

## 社会事务

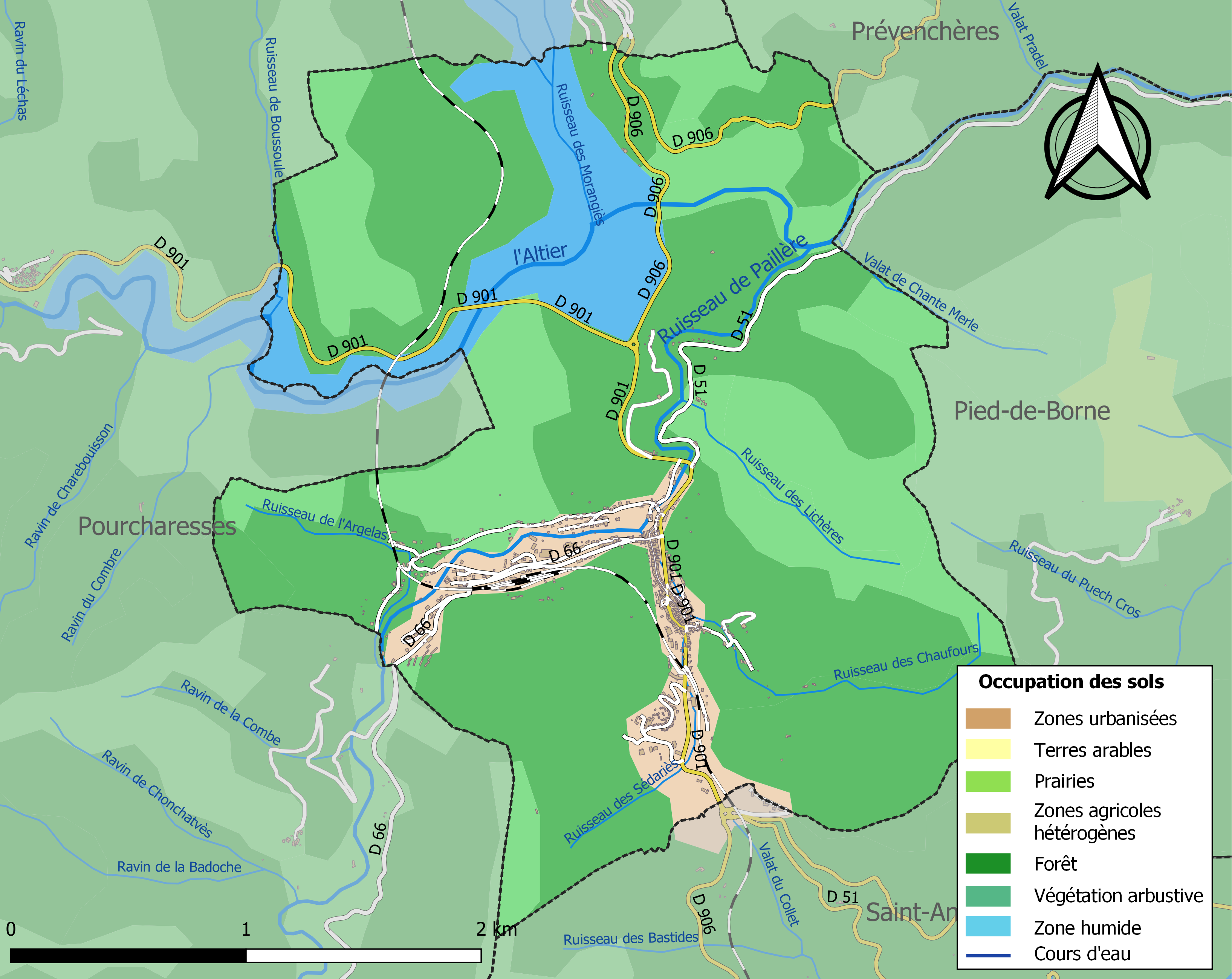
维勒福尔土地利用情况地图

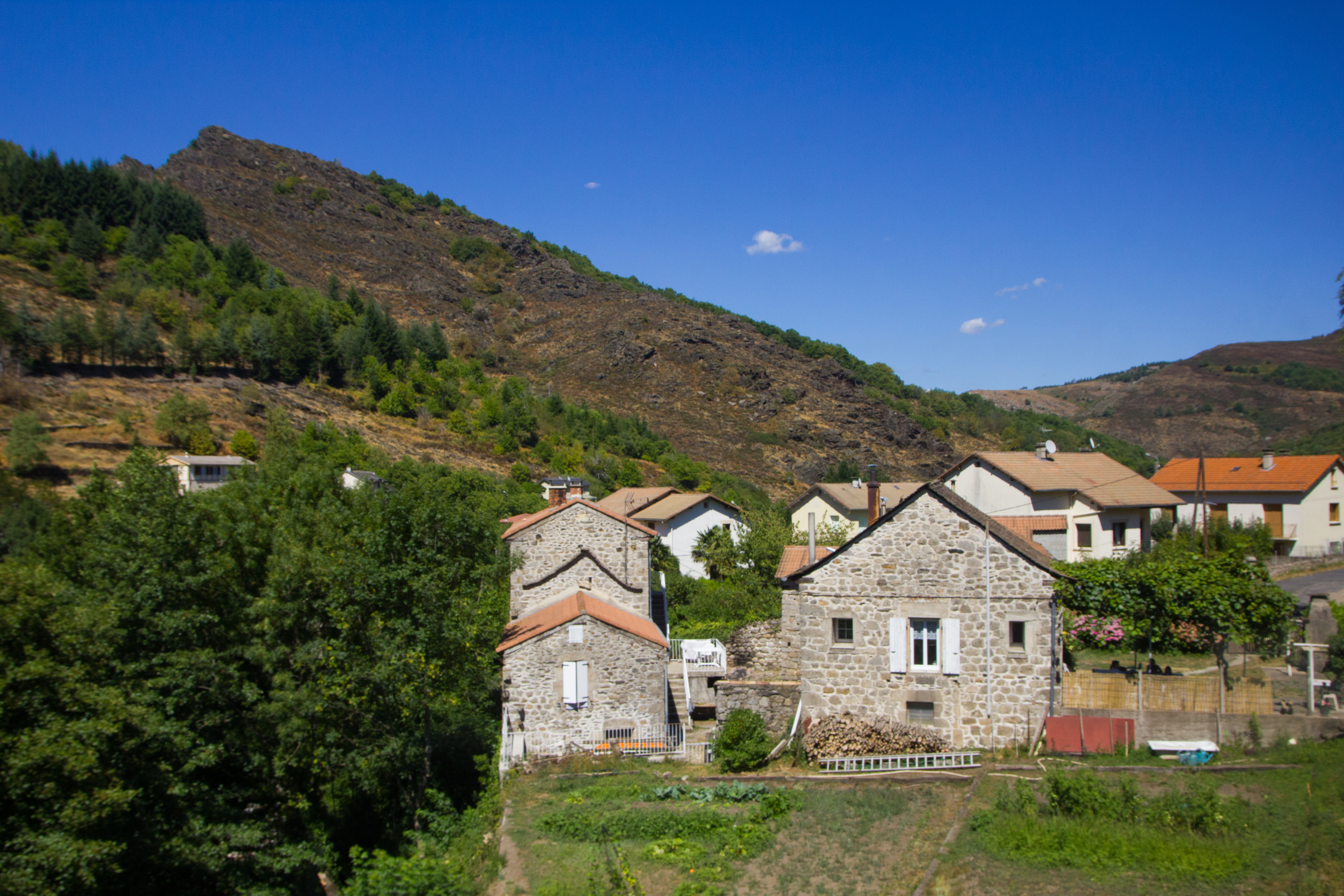
维勒福尔的一处民居

### 教育
维勒福尔属于蒙彼利埃学区。截止2020年1月1日，维勒福尔境内共有1所小学和1所初级中学。2018至2019学年度，维勒福尔境内共有在校中等教育阶段学生81名。

### 医疗
截止2020年1月1日，维勒福尔境内共有全科医生3名、保健师2名、牙医1名、护士8名。境内共有药房1家、养老院1家。
距离维勒福尔最近的区域性医疗机构为芒德中心医院（Centre Hospitalier de Mende），其主病区位于芒德市区，距离维勒福尔的正常车程在1小时10分钟左右，该院设有床位125个，是当地规模最大的公立综合性医院。

### 住房
2018年，维勒福尔境内共有各类住房679套，其中58.6%为独立式居民区，39.8%为集中式居民区。常住房屋占维勒福尔市镇范围内居民建筑总量的39.8%。
在住房保障政策方面，2020年，维勒福尔境内共有66户家庭获得了住房经济补助，受益人数占总人口数量的12.1%，其中68份为房租补助。

### 商业
2019年，维勒福尔境内共有各类实体商铺35家，其中餐厅5家、面包房1家、肉铺2家、装饰品店1家、银行门店1家、美容美发店3家、汽车维修店2家。镇中心建有一家8 à Huit超市。

### 体育
2020年，维勒福尔境内共有1间体育馆、1处网球场以及1处篮球或排球场。
截至2021年11月，维勒福尔境内暂无注册足球俱乐部。

### 环境
维勒福尔的环境事务由其所属的公共社区负责。2019年，维勒福尔境内暂无污染企业。

### 治安
2019年，维勒福尔市镇范围内共有1处宪兵队。
维勒福尔所在地是芒德宪兵总队的管辖范围。2020年，该宪兵总队辖区内共112个市镇累计发生各类案件1,202起，其中盗窃类案件546起，经济类案件203起，毒品交易类案件76起。

## 文化

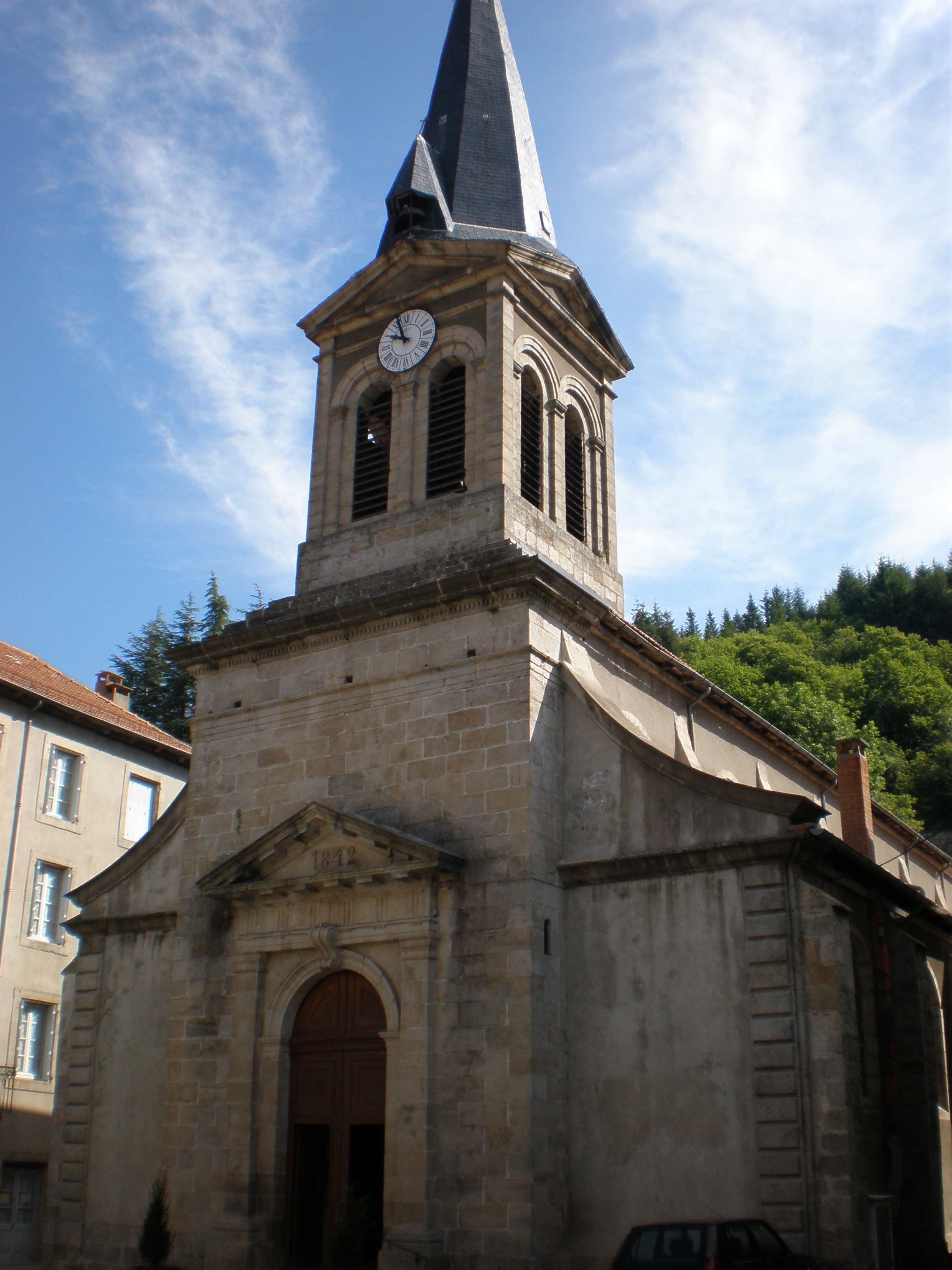
圣维克托兰教堂

2020年，维勒福尔境内暂无任何文化设施。

### 建筑
维勒福尔境内有多处历史建筑，其中圣维克托兰教堂（Église Saint-Victorin de Villefort）是当地的地标性建筑物。

### 旅游
维勒福尔的旅游事务由其所属的公共社区负责。2021年，维勒福尔境内共有1家酒店共计13间房间；另有1个露营地，可容纳共58辆露营车。

### 媒体
法国主要的媒体均可在维勒福尔接收，法国电视三台下属的奥克西塔尼大区频道在部分时段播出维勒福尔所属区域的地方新闻。

## 友好城市
截至2021年11月，维勒福尔暂无建立任何友好城市关系。